# Richard Stevens
William Richard Stevens (* 5. Februar 1951 in Luanshya, Sambia; † 1. September 1999 in Tucson, Arizona) war ein US-amerikanischer Autor von Unix-Fachbüchern, Artikeln und RFCs.

## Leben
Richard Stevens wurde 1951 in Nordrhodesien (heute Sambia) geboren. Seine Eltern waren US-Amerikaner, sein Vater arbeitete als Metallurge in der Roan Antelope Copper Mine im Copperbelt. 1956 kehrte die Familie in die USA zurück.
Stevens studierte Raumfahrttechnik an der University of Michigan (Abschluss 1973) und
Systems Engineering an der University of Arizona (M.Sc. 1979, Ph.D. 1982).
Er hatte seinen ersten Kontakt mit Computern während seines Ingenieurstudiums, als er 1968 einen Fortran-IV-Kurs absolvierte.
Im Jahr 2000 wurde Richard Stevens für sein Engagement postum mit dem „USENIX Lifetime Achievement Award“ ausgezeichnet, den seine Schwester Claire und seine Frau Sally entgegennahmen.

## Werke
Seine Bücher sind die Standardwerke zu den Themen Unix- und TCP/IP-Netzwerk-Programmierung.
Bücher
- Unix Network Programming. ISBN 0-13-949876-1.
- Advanced Programming in the UNIX Environment (APUE). ISBN 0-201-56317-7. (zweite Auflage von Stephen A. Rago, 2005, ISBN 0-201-43307-9)
- UNIX Network Programming. Volume 1, Second Edition: Networking APIs: Sockets and XTI. ISBN 0-13-490012-X.
- UNIX Network Programming. Volume 2, Second Edition: Interprocess Communications. ISBN 0-13-081081-9.
- TCP/IP Illustrated. Volume 1: The Protocols. ISBN 0-201-63346-9 (deutsche Übersetzung ISBN 3-8266-5042-5)
- TCP/IP Illustrated. Volume 2: The Implementation. ISBN 0-201-63354-X.
- TCP/IP Illustrated. Volume 3: TCP for Transactions, HTTP, NNTP, and the UNIX Domain Protocols. ISBN 0-201-63354-X.

RFC
- M. Allman, V. Paxson, W. R. Stevens: RFC: <a href='https://datatracker.ietf.org/doc/html/rfc2581' class='extiw' title='rfc:2581'>2581</a> – TCP Congestion Control. 1999 (englisch).
- R. E. Gilligan, S. Thomson, J. Bound, W. R. Stevens: RFC: <a href='https://datatracker.ietf.org/doc/html/rfc2553' class='extiw' title='rfc:2553'>2553</a> – Basic Socket Interface Extensions for IPv6. 1999 (englisch).
- W. R. Stevens, M. Thomas: RFC: <a href='https://datatracker.ietf.org/doc/html/rfc2292' class='extiw' title='rfc:2292'>2292</a> – Advanced Sockets API for IPv6. 1998 (englisch).

Artikel
- W. R. Stevens, J.-S. Pendry: Portals in 4.4BSD. In: Proceedings of the 1995 Winter USENIX Technical Conference. New Orleans 1995, S. 1–10.
- W. R. Stevens: Heuristics for Disk Drive Positioning in 4.3BSD. In: Computing Systems, vol. 2, no. 3, Summer 1989, S. 251–274.